# Brouckerque
Brouckerque é uma comuna francesa na região administrativa de Altos da França, no departamento do Norte. Estende-se por uma área de 11.91 km². Em 2010 a comuna tinha 1 437 habitantes (densidade: 120,7 hab./km²).